# سن-ژوزف-دو-کولرن، کبک
سن-ژوزف-دو-کولرن (به فرانسوی: Saint-Joseph-de-Coleraine) شهری در منطقه شهری له آپالاش ناحیه شودییر-آپالاش در استان کبک کانادا است. در سرشماری سال ۲۰۱۱ این شهر ۱٬۶۱۵ نفر جمعیت داشته‌است و مساحت آن ۱۲۵٫۱۱ کیلومتر مربع است.